# اندرو الفتریو
اندرو الفتریو (انگلیسی: Andrew Eleftheriou؛ زادهٔ ۸ نوامبر ۱۹۹۷) بازیکن فوتبال اهل بریتانیا است.
از باشگاه‌هایی که در آن بازی کرده‌است می‌توان به باشگاه فوتبال واتفورد اشاره کرد.